# 洛朗·米尼耶
洛朗·米尼耶（法語：Laurent Munier，1966年9月30日—），生于里昂，法国男子手球运动员。他曾代表法国国家队参加1992年夏季奥林匹克运动会手球比赛，获得一枚铜牌。